# Bezirksverband Pfalz

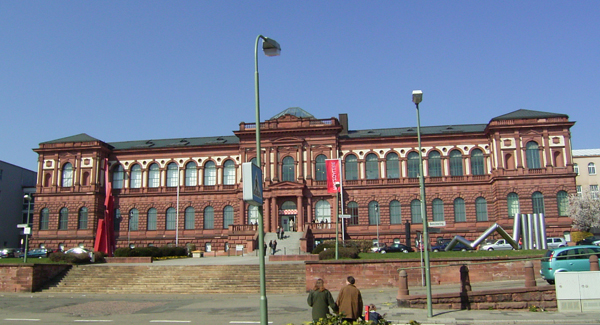
Eine der wesentlichen Einrichtungen des Bezirksverbands, das Museum Pfalzgalerie Kaiserslautern

Der Bezirksverband Pfalz ist ein höherer Kommunalverband in der Pfalz im Land Rheinland-Pfalz. Das politische Gremium dieser Gebietskörperschaft ist der Bezirkstag Pfalz. Seine Mitglieder werden von den in den Kommunen vertretenen politischen Gruppierungen aufgestellt und vom Volk in einer Verhältniswahl gewählt. Die politischen Wurzeln des Bezirksverbands reichen bis in die Zeit um die Wende vom 18. zum 19. Jahrhundert zurück.

## Geographie

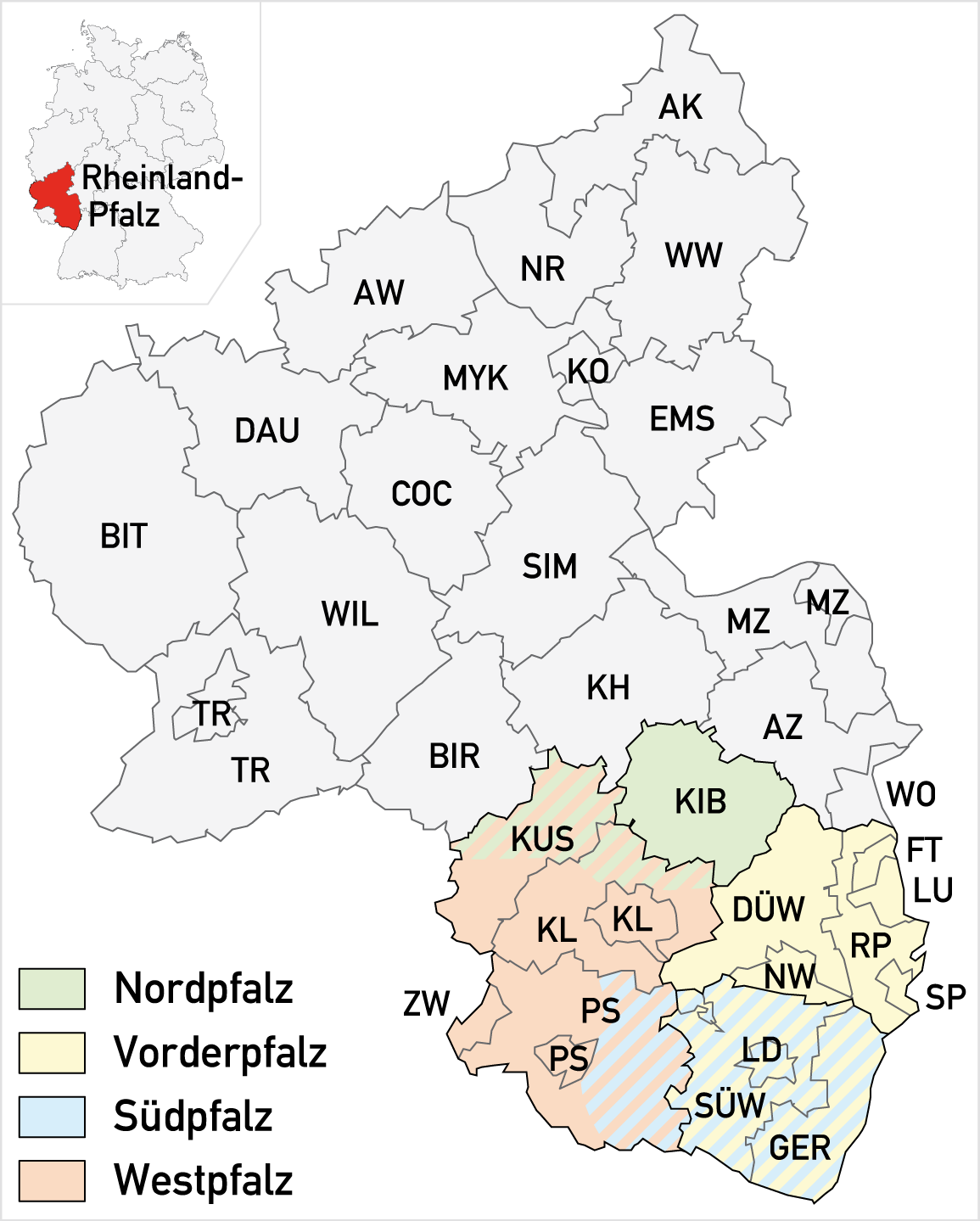
Einteilung der Pfalz

Der Bezirksverband umfasst weite Teile der Pfalz mit etwa 5450 km² und rund 1,4 Millionen Einwohnern. In diesem Gebiet liegen die acht kreisfreien Städte Frankenthal (Pfalz), Kaiserslautern (Sitz der Zentralverwaltung und des Bezirkstags), Landau in der Pfalz, Ludwigshafen am Rhein, Neustadt an der Weinstraße, Pirmasens, Speyer und Zweibrücken sowie die acht Landkreise Bad Dürkheim, Donnersbergkreis, Germersheim, Kaiserslautern, Kusel, Rhein-Pfalz-Kreis, Südliche Weinstraße und Südwestpfalz.

## Geschichte

### Französische Zeit
Im Verlauf der französischen Revolutionskriege fielen 1797/98 die gesamten Gebiete links des Rheins und damit auch die heutige Pfalz an Frankreich. Die pfälzischen Territorien wurden mit dem heutigen Rheinhessen im neugebildeten Département du Mont-Tonnerre („Donnersberg“) zusammengefasst und als integrierter Bestandteil des französischen Staates verwaltet. Die von Frankreich übernommenen administrativen Strukturen führten im November 1800 zur Bildung des Generalrats (Conseil général) des Départements Donnersberg. Er hatte keine demokratische Legitimation, da seine 20 Mitglieder nicht gewählt, sondern vom Ersten Konsul (Napoleon Bonaparte) aus dem Kreis der 600 Höchstbesteuerten berufen wurden. Seine Kompetenzen waren sehr begrenzt und lagen vor allem auf dem Gebiet der Steuererhebung und -verteilung. „Der Generalrat war keine Institution der Selbstverwaltung, sondern ein Hilfsorgan des Fiskus.“

### Bayerische Zeit
Nach dem Übergang des heutigen pfälzischen und saarpfälzischen Gebiets als Rheinkreis an das Königreich Bayern im Mai 1816 blieben die von den Franzosen eingeführten administrativen Strukturen und rechtlichen Normen (z. B. der Code civil) weitgehend erhalten.

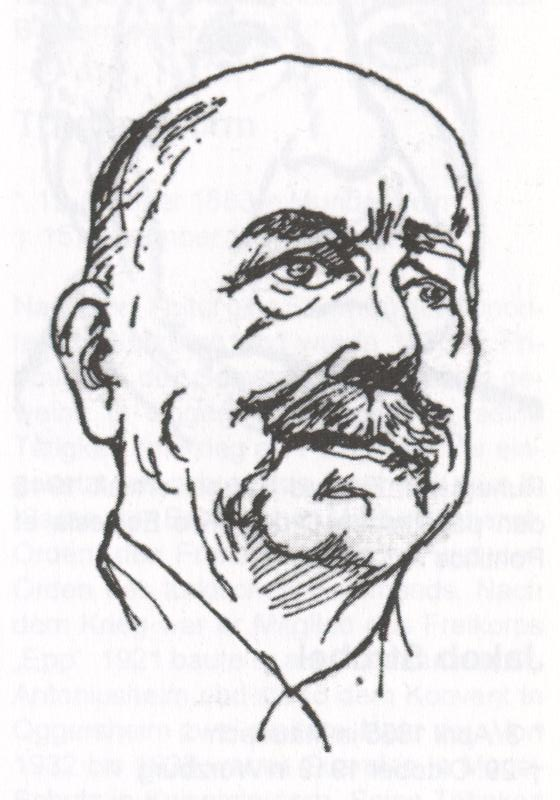
Otto Strobel (Zeichnung 1925)

Der bayerische König Maximilian I. Joseph verfügte am 24. September 1816 die neuerliche Einberufung des Generalrats, und zwar unter dem neuen Namen „Landrath“. Seine 20 Mitglieder, die der König jeweils für drei Jahre nominierte, entstammten den höheren Gesellschaftsschichten. Sie betrieben keine Interessenpolitik, sondern engagierten sich nachhaltig für das Gemeinwohl; erster Landraths-Präsident war Christian David Sturtz (1753–1834) aus Zweibrücken. Der Landrath der Pfalz nutzte regelmäßig sein ihm zustehendes Recht, auf die pfälzischen Belange hinzuweisen. Damit setzte er sich intensiv für die Entwicklung und Förderung der Pfalz und ihrer Einrichtungen ein. So kümmerte er sich beispielsweise um den Bau von Straßen, um Gemeindebedürfnisse, um die bessere Besoldung der Lehrer, um Fragen der Brandversicherung, um den Bau eines Zentralgefängnisses in Kaiserslautern und um die Errichtung von Rheindämmen. 1825 gründete er ein Taubstummeninstitut in Frankenthal unter der Leitung des speziell dafür ausgebildeten Pädagogen Augustin Violet, das heutige Pfalzinstitut für Hören und Kommunikation (PIH), das die älteste Einrichtung des Bezirksverbands ist. Gut zwei Jahrzehnte später kam die Kreisirrenanstalt bei Klingenmünster (heute Pfalzklinikum für Psychiatrie und Neurologie) hinzu, die 1857 ihre Pforten öffnete. Obgleich es Tendenzen zur Selbstverwaltung gab, war der Landrath trotzdem ein strikt staatliches Gremium, das der bayerische Monarch einmal im Jahr einberief. 1828 stand der Landrath der Pfalz Pate für die in ganz Bayern geschaffenen Landräthe, die späteren bayerischen Bezirkstage.
Durch das „Gesetz, die Landräthe betreffend“ vom 28. Mai 1852 bildete jeder Regierungsbezirk eine Kreisgemeinde, der die unmittelbaren Städte und Distriktsgemeinden angehörten. Das Selbstverwaltungsgesetz vom 22. Mai 1919 machte die Kreise zu Körperschaften des öffentlichen Rechts mit Selbstverwaltungsrecht. Die Kreistage als Nachfolger der Landräthe wurden nun in allgemeiner, gleicher und unmittelbarer Wahl auf fünf Jahre gewählt. Nachdem im Februar 1923 Kreistagspräsident Otto Strobel durch die französische Militärregierung verhaftet worden war, verweigerte der Kreistag der Pfalz unter Präsident Michael Bayersdörfer am 24. Oktober 1923 die Zustimmung zur Gründung eines autonomen pfälzischen Staates unter Verweis auf die verfassungsmäßige Unzuständigkeit.

### Zeit des Nationalsozialismus
1933 unterwarfen die Nationalsozialisten den pfälzischen Kreistag der Gleichschaltung. Zwar bestand der Kreistag noch bis 1943 in reduzierter Form mit 13 Personen fort (seit 1939 als Bezirksverbandstag), doch faktisch hatte er jegliche Selbstverwaltungskompetenz eingebüßt; denn seine Mitglieder gehörten ihm ausschließlich durch Berufung, nicht durch Wahl an und traten nur noch selten zusammen. Alle Rechte des Kreistags waren 1940 auf den vom Innenminister ernannten Bezirksverbandstagspräsidenten übergegangen.

### Zeit nach dem Zweiten Weltkrieg
Bei der Gründung des Landes Rheinland-Pfalz nach dem Zweiten Weltkrieg wurde das Selbstverwaltungsrecht der Pfalz auf Druck der französischen Besatzungsmacht in der Landesverfassung verankert, die das Volk am 18. Mai 1947 annahm. Am 22. November 1949 trat die Bezirksordnung in Kraft, die sich an der bayerischen Kreisordnung von 1927 orientierte. In ihrer Fassung von 1949 räumte die Bezirksordnung allen damals bestehenden fünf rheinland-pfälzischen Regierungsbezirken die Möglichkeit zur Bildung von Bezirksverbänden ein. Diese Option wurde lediglich vom damaligen Regierungsbezirk Pfalz gezogen und umgesetzt. Die 35 Landtagsabgeordneten aus dem Regierungsbezirk Pfalz kamen am 16. Januar 1950 zur konstituierenden Sitzung des ersten Bezirkstags Pfalz zusammen. Die erste Wahl zum nun 29 Mitglieder zählenden Bezirkstag fand am 29. April 1951 statt. Seit der zweiten Bezirkstagswahl am 9. November 1952 wählen die pfälzischen Bürger ihren Bezirkstag im Rahmen der rheinland-pfälzischen Kommunalwahlen. Seither dauert die Wahlperiode fünf Jahre.
Eine Novellierung der Bezirksordnung im Jahr 1994 ermöglichte es dem Bezirksverband Pfalz, dessen Geschäfte bis dahin von der Bezirksregierung Rheinhessen-Pfalz in Neustadt an der Weinstraße geführt worden waren, eine eigene Verwaltung mit Sitz in Kaiserslautern aufzubauen.

## Wappen
Seit 1986 verfügt der Bezirksverband Pfalz über ein eigenes Wappen. Es nimmt Bezug auf die Pfalz durch Verwendung der kurpfälzischen Farben Schwarz und Gold, durch den Pfälzer Löwen, der wie der bayerische auf das Geschlecht der Wittelsbacher zurückgeht, und durch die senkrechte Wellenlinie auf der heraldisch rechten Seite, die den Rhein symbolisiert.

## Aufgaben

### Überblick
Als höherer Kommunalverband ist der Bezirksverband Pfalz zuständig für Belange, die unterhalb der Landesebene und oberhalb der Ebene der acht kreisfreien Städte und der acht Landkreise der Pfalz angesiedelt sind. Das Sitzgebäude steht in Kaiserslautern.
Zu diesem Zweck unterhält der Bezirksverband Pfalz Einrichtungen an verschiedenen Standorten. Außerdem fördert er durch Beteiligungen zahlreiche öffentliche und private Initiativen, die mit pfälzischer Geschichte und Volkskunde, mit Kultur und Kunst, mit Umweltschutz oder mit Tourismus zu tun haben, und vergibt eine ganze Reihe von entsprechenden Preisen.
Das vom Bezirksverband lange herausgegebene Magazin Liselotte – Das Magazin für die ganze Pfalz wurde inzwischen eingestellt. Der Name hatte an die kurpfälzische Prinzessin Liselotte von der Pfalz erinnert. Diese lebte von 1652 bis 1722 und erlangte durch ihren umfänglichen Briefwechsel – von geschätzten 60.000 Briefen sind 5.000 erhalten – historische und literarische Bedeutung.
Von 1998 bis offiziell 2022 veröffentlichte der Bezirksverband die Chaussee, Zeitschrift für Literatur und Kultur der Pfalz. Sie erschien zweimal jährlich. Die letzte Ausgabe (Heft 44) von 2020 hatte das Thema „Pa-la-la-tina“ mit Beiträgen aus der Musik.
Im Online-Shop des Bezirksverbands und in der Pfalzbibliothek sind sämtliche noch verfügbaren Ausgaben der Chaussee sowie Publikationen des Instituts für pfälzische Geschichte und Volkskunde und Unterrichtsmaterialien erhältlich.

### Einrichtungen
- Institut für pfälzische Geschichte und Volkskunde, Kaiserslautern
- Landwirtschaftliche Untersuchungs- und Forschungsanstalt Speyer (LUFA Speyer), Speyer
- Lehr- und Versuchsanstalt für Viehhaltung Hofgut Neumühle, Münchweiler an der Alsenz
- Meisterschule für Handwerker (MHK)
- Pfalzakademie, Lambrecht
- Pfalzbibliothek, Kaiserslautern
- Museum Pfalzgalerie Kaiserslautern
- Naturpark Pfälzerwald, Lambrecht
- Pfalzinstitut für Hören und Kommunikation, Frankenthal
- Pfalzklinikum für Psychiatrie und Neurologie, Klingenmünster
- Pfalztheater, Kaiserslautern
- Tabakbausachverständiger für die Pfalz, Speyer

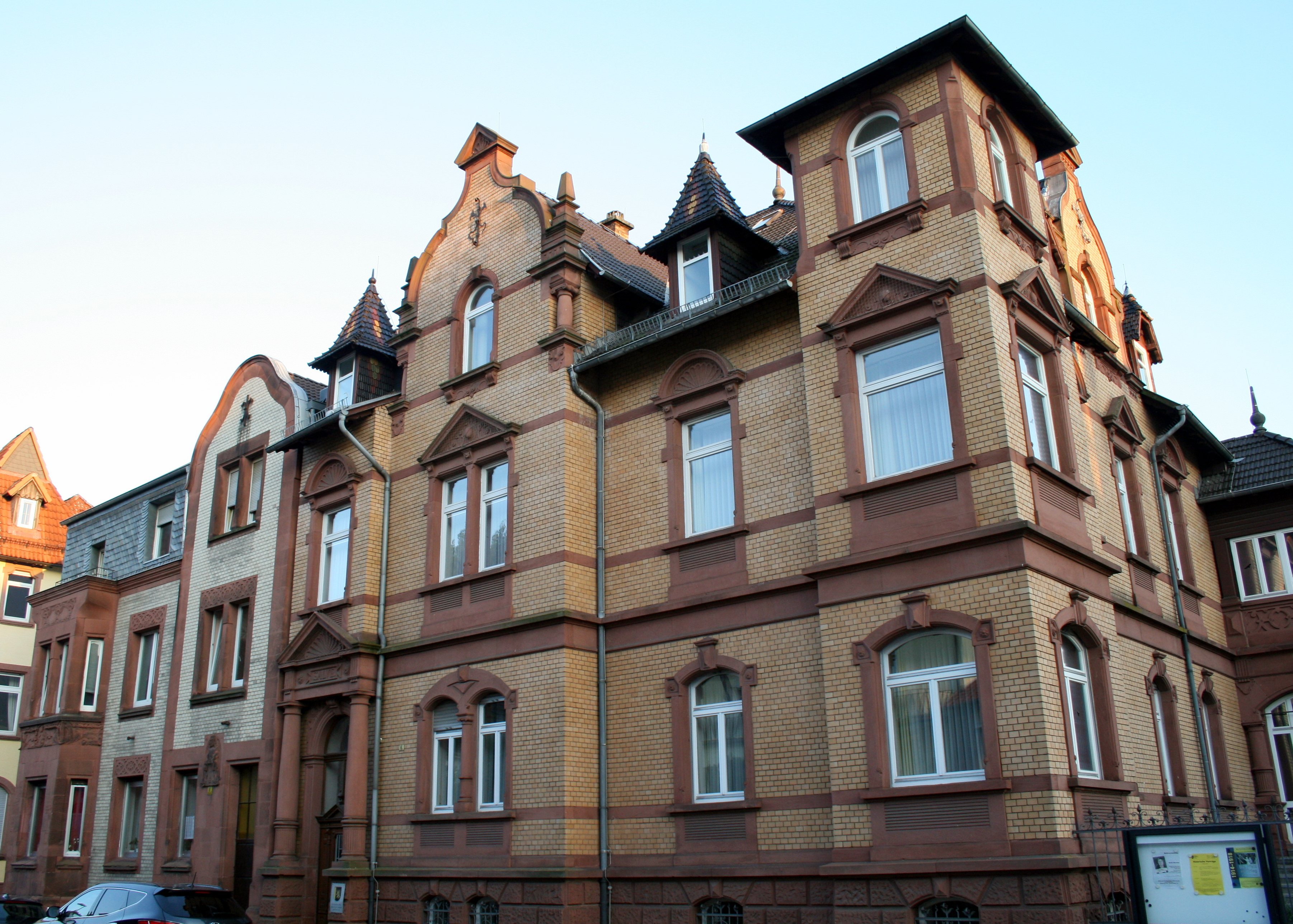
Institut für pfälzische Geschichte und Volkskunde
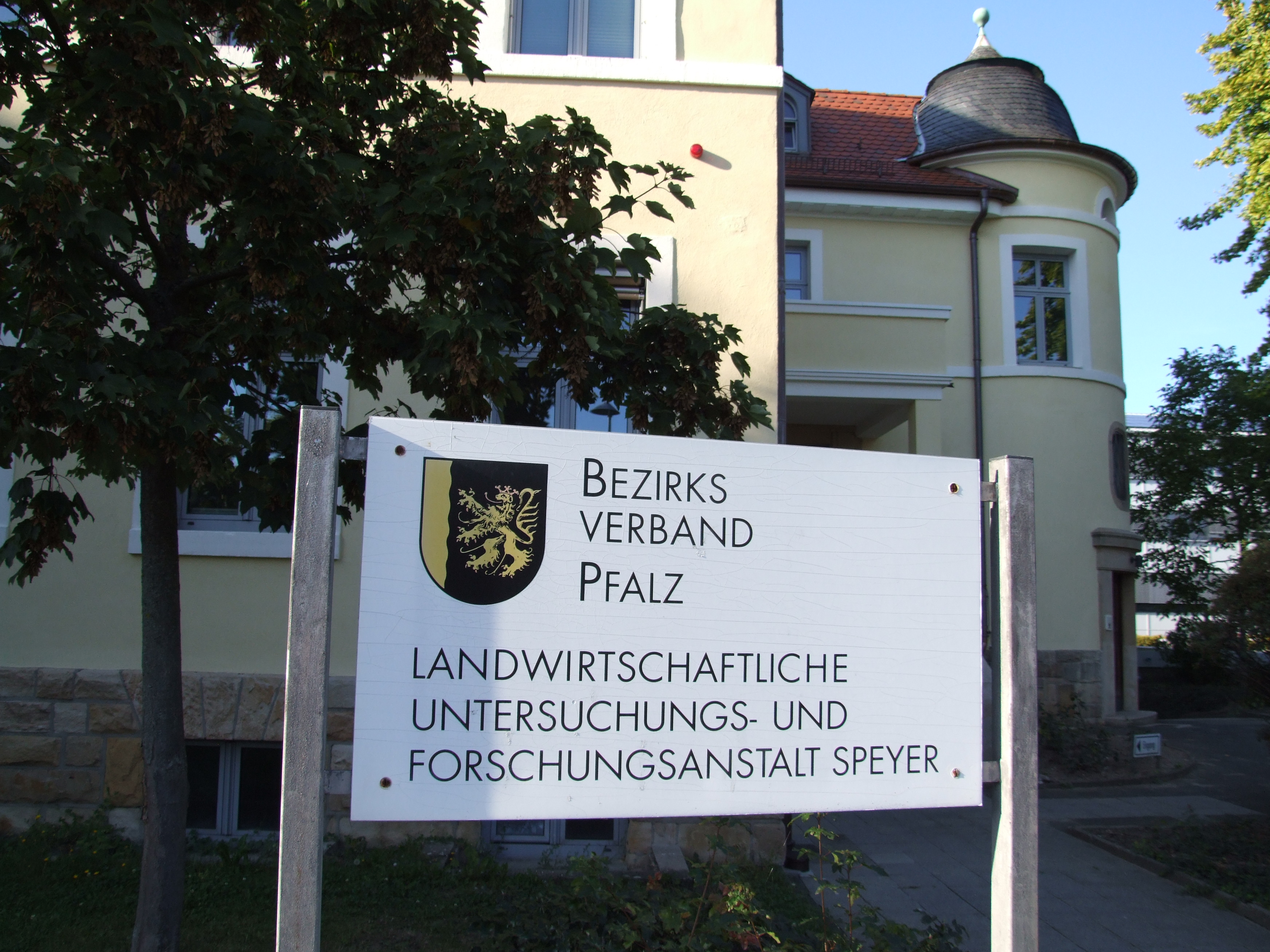
Landwirtschaftliche Untersuchungs- und Forschungsanstalt
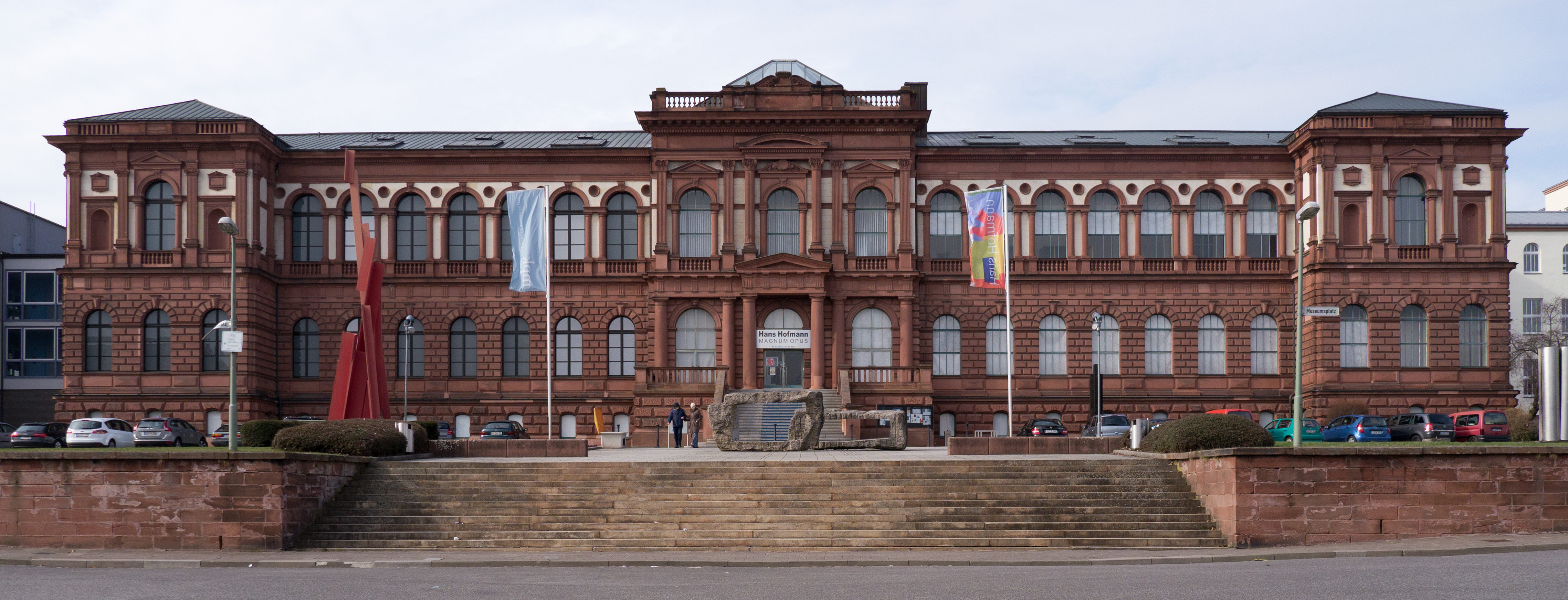
Museum Pfalzgalerie Kaiserslautern
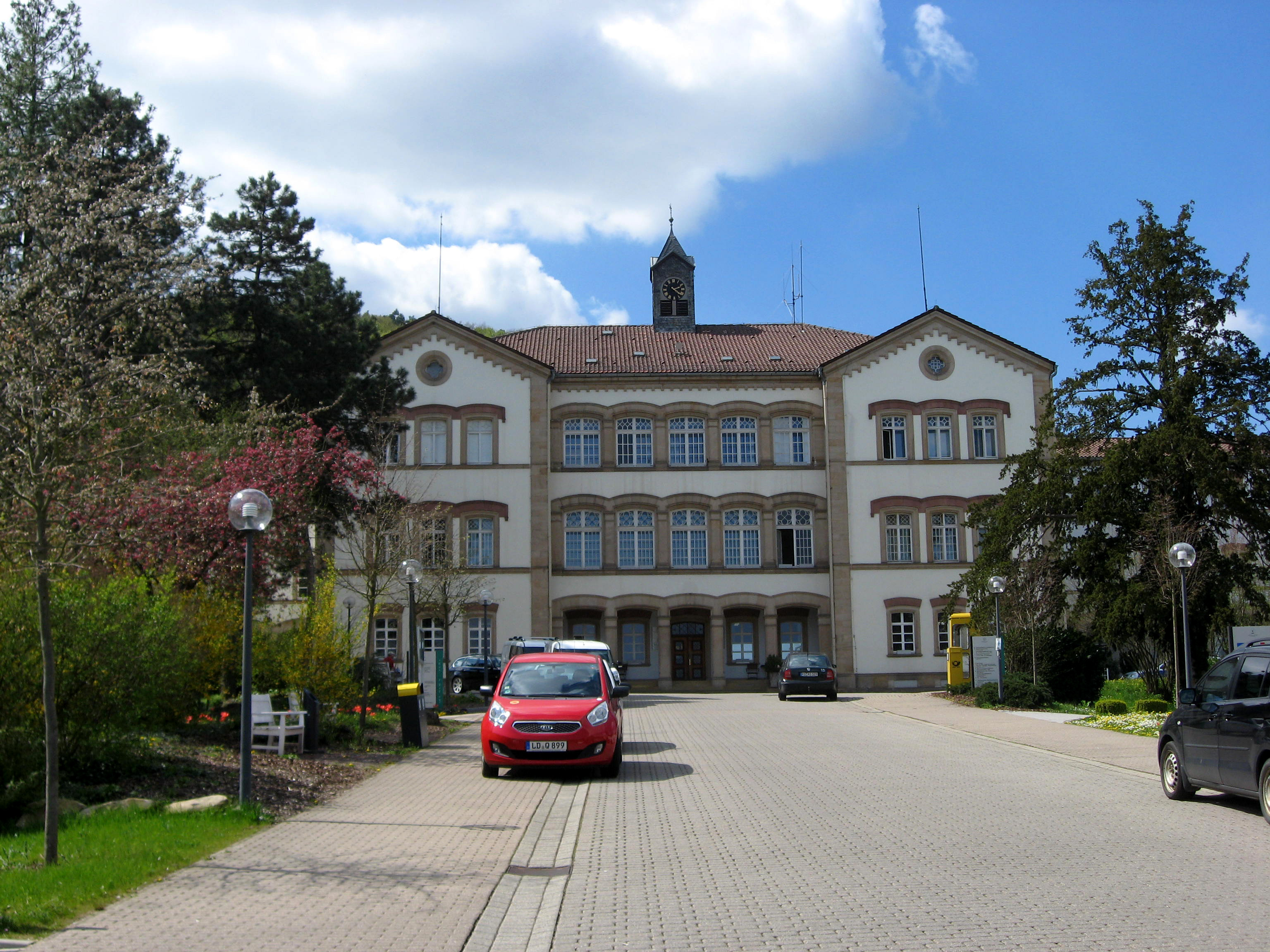
Pfalzklinikum für Psychiatrie und Neurologie
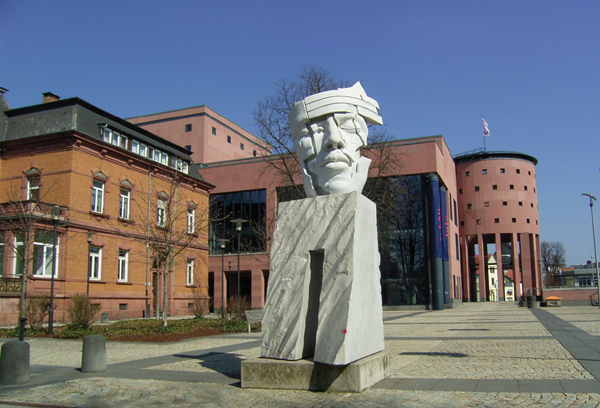
Pfalztheater

### Beteiligungen
- Deutsches Schuhmuseum, Hauenstein
- Deutsches Straßenmuseum, Germersheim[5]
- Dynamikum, Pirmasens
- Gesellschaft für Bodenberatung, Laboruntersuchung und Qualitätsprüfung, Speyer[6]
- Hambacher Schloss, Neustadt an der Weinstraße
- Historama Kloster Hornbach, Hornbach
- Historisches Museum der Pfalz, Speyer
- Landgestüt Zweibrücken[7]
- Pfalzmuseum für Naturkunde, Bad Dürkheim, und Urweltmuseum Geoskop Kusel
- Pfalzwerke Aktiengesellschaft, Ludwigshafen am Rhein
- Villa Denis, Kulturhaus, Frankenstein

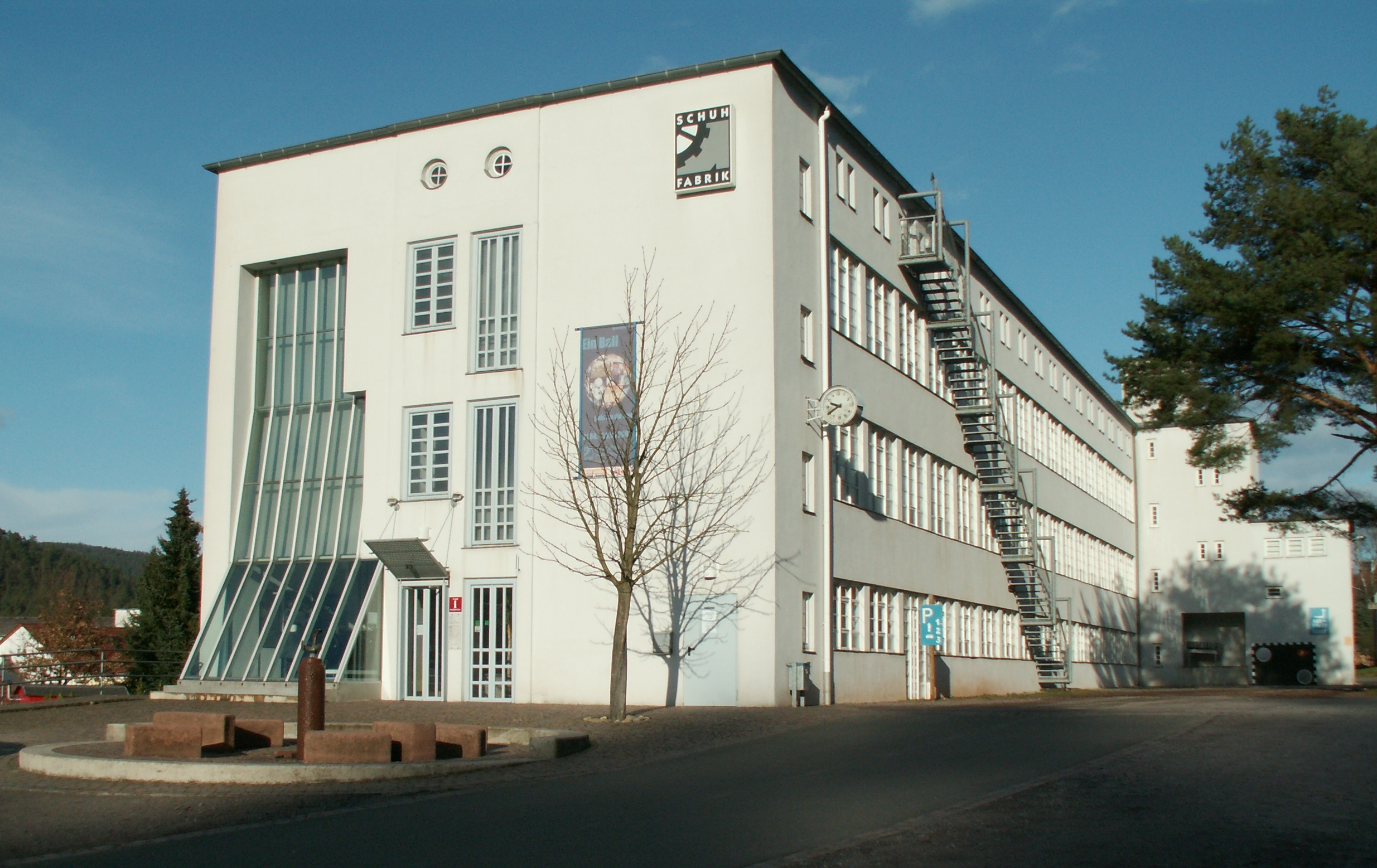
Deutsches Schuhmuseum
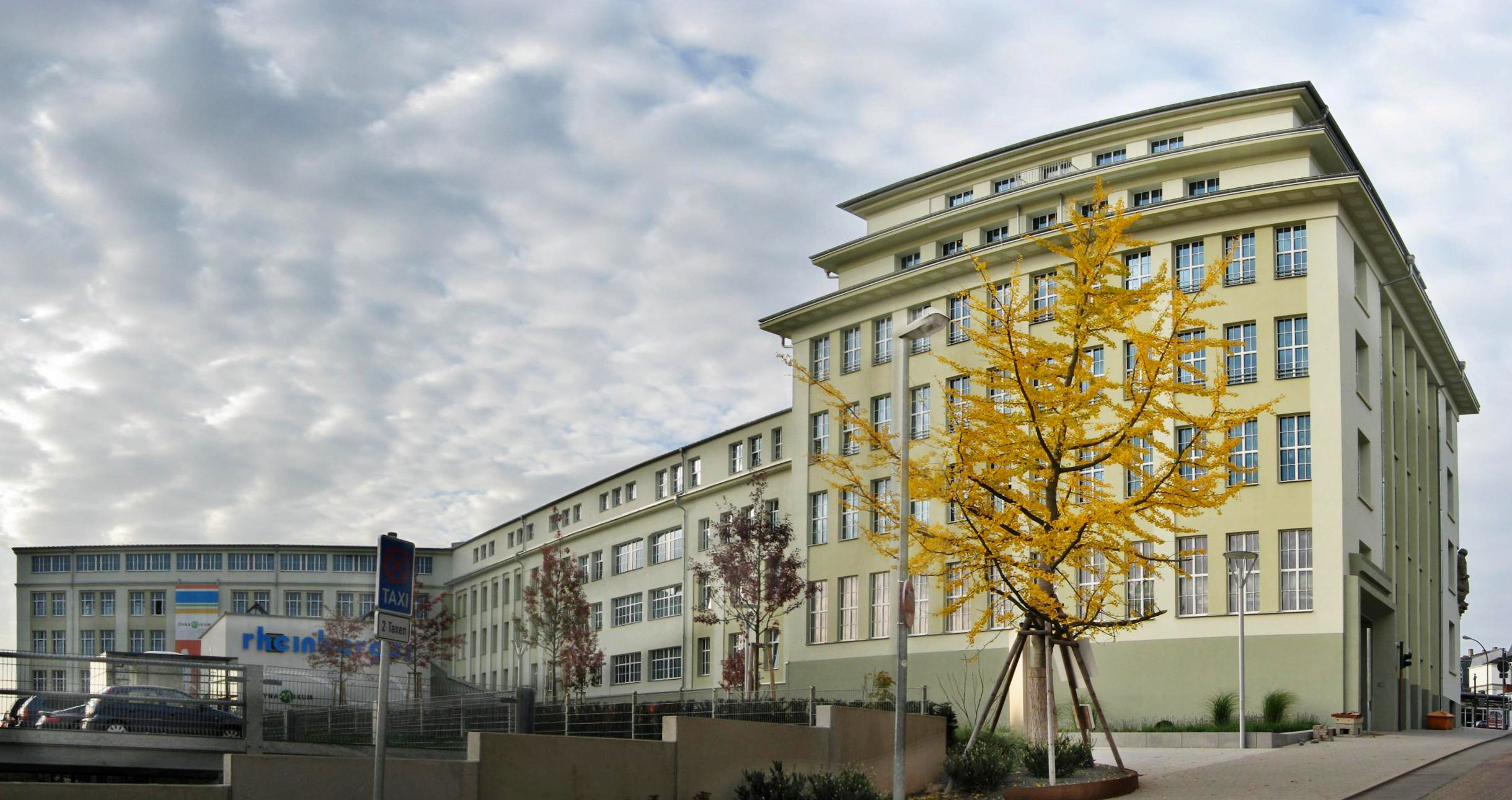
Dynamikum
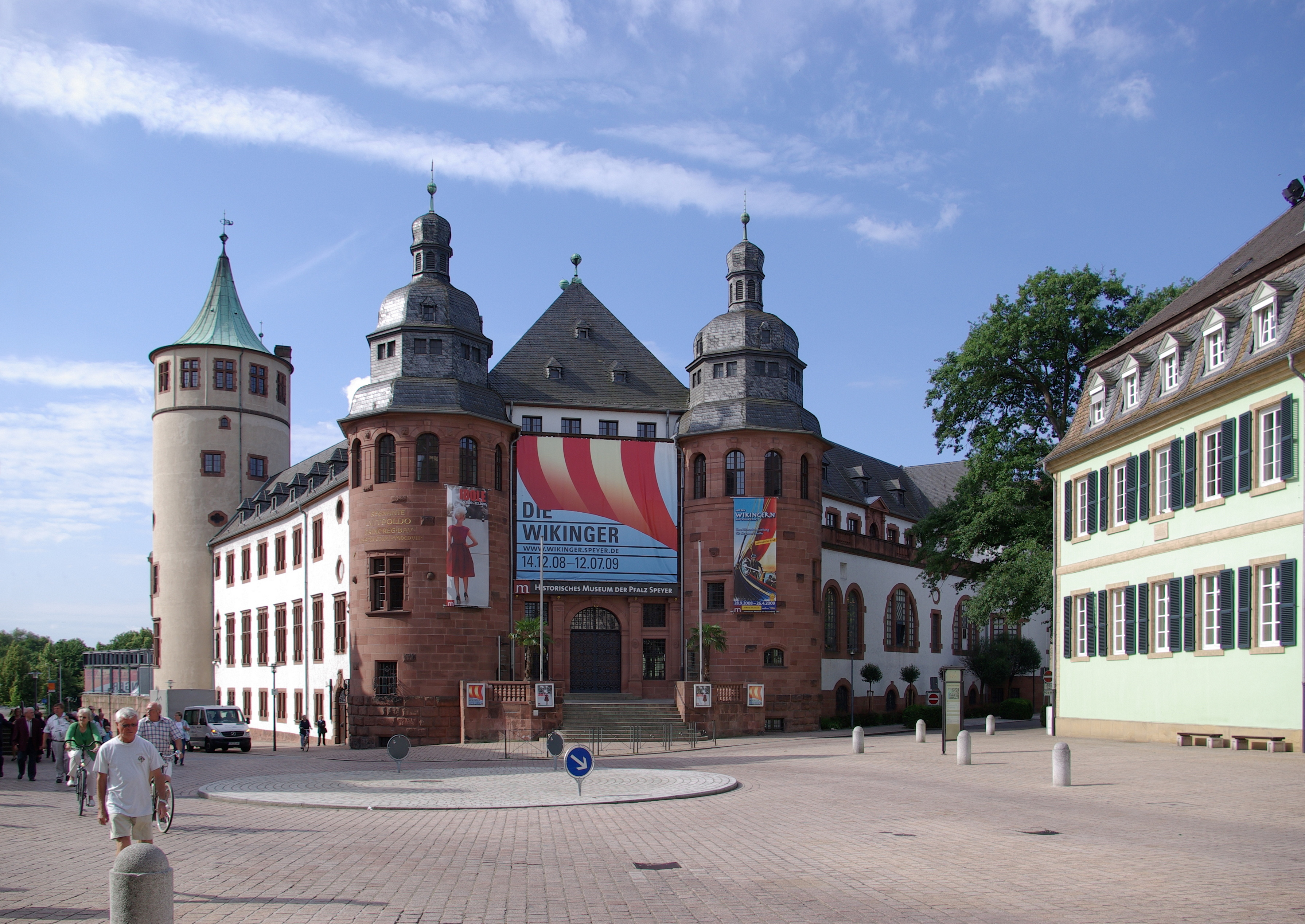
Historisches Museum der Pfalz
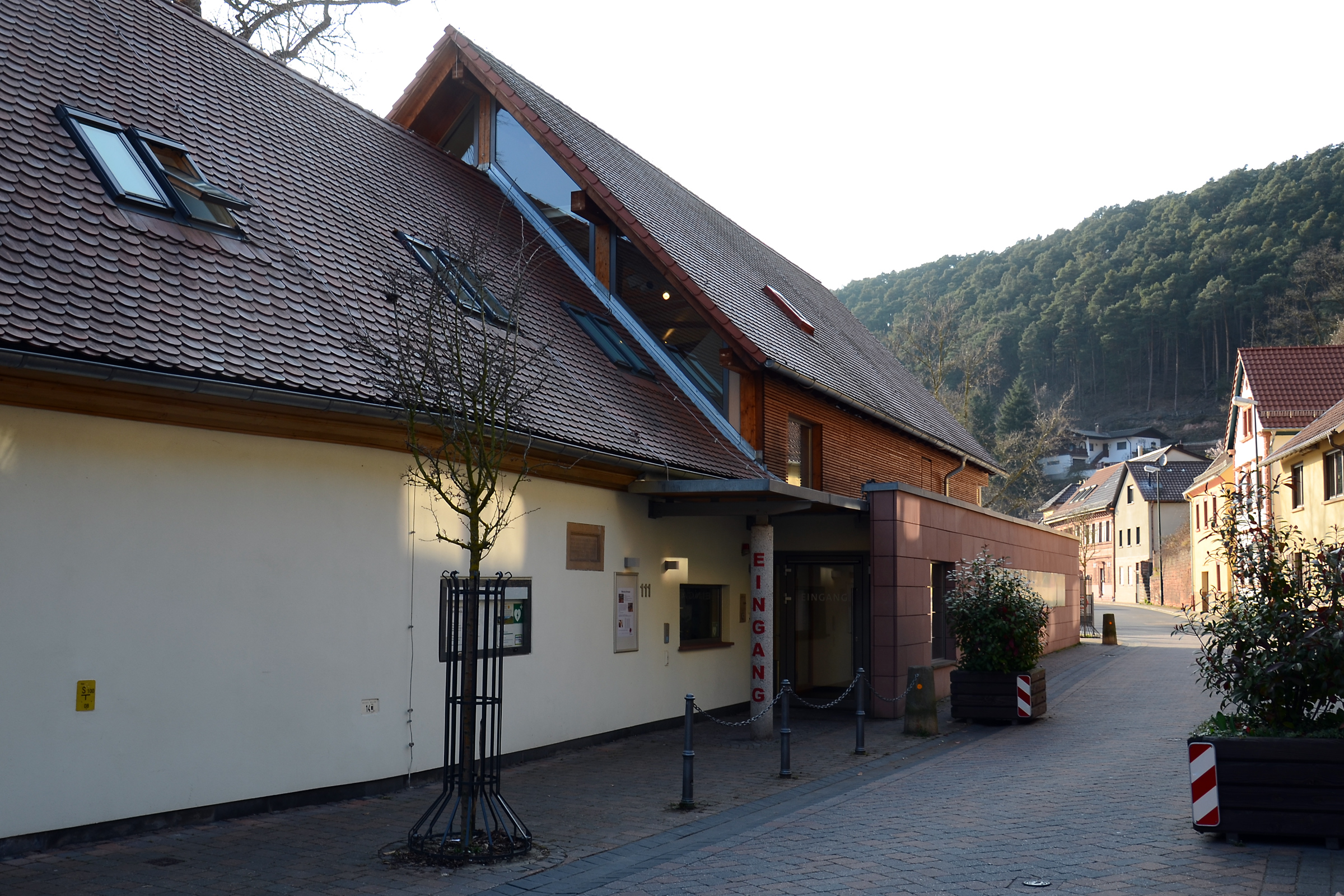
Pfalzmuseum für Naturkunde
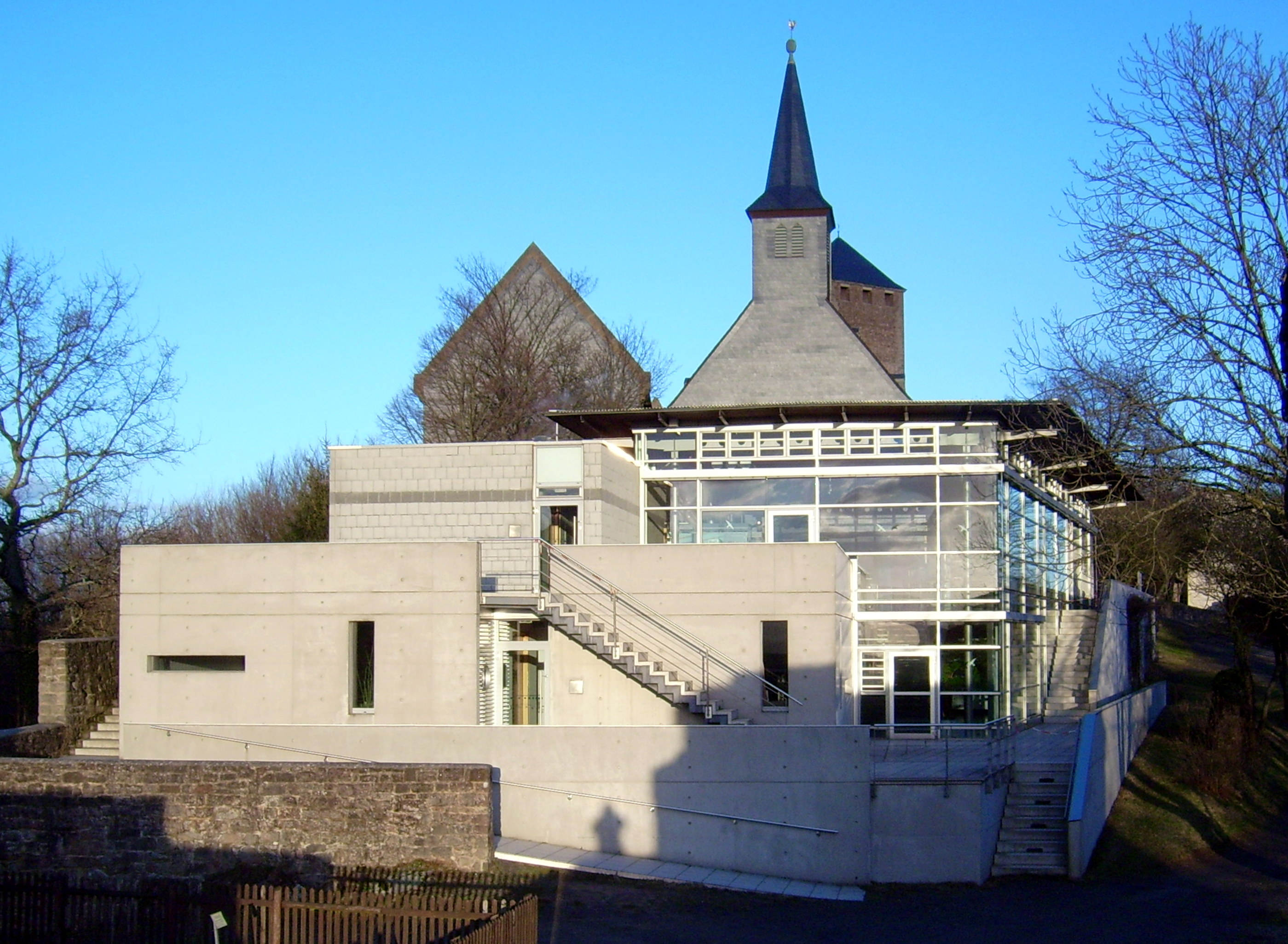
Urweltmuseum Geoskop

### Preisvergaben
Alle Pfalzpreise (außer Pfalzpreis Jugend und Sport) werden als Haupt- und Nebenpreis vergeben und sind mit 10.000 beziehungsweise 5.000 Euro dotiert.
- Pfalzpreis für Bildende Kunst (abwechselnd in den Sparten Malerei, Graphik und Plastik)
seit 1953, zunächst jährlich, später alle zwei Jahre
- Pfalzpreis für das Kunsthandwerk
seit 1975
- Pfalzpreis für Literatur
seit 1959
- Pfalzpreis für pfälzische Geschichte und Volkskunde[8]
seit 1986
- Zukunftspreis Pfalz[9]
seit 2009 alle zwei Jahre
- Medienpreis Pfalz
seit 1989 alle zwei Jahre
- Pfalzpreis für Musik (abwechselnd in den Sparten Musiktheater, Vokal- und Instrumentalmusik sowie Popularmusik)
seit 2010 alle zwei Jahre
- Pfalzpreis Jugend und Sport (gemeinsam mit dem Sportbund Pfalz)
seit 1992
- Ludwig-Wagner-Preis[10] für Toleranz und Zivilcourage
seit 2016 alle drei Jahre
- Else-Lasker-Schüler-Dramatikerpreis (Pfalztheater im Auftrag der Stiftung Rheinland-Pfalz für Kultur)
seit 1993 alle zwei Jahre als Hauptpreis, dotiert mit 15.000 €
- Else-Lasker-Schüler-Stückepreis (Pfalztheater im Auftrag der Stiftung Rheinland-Pfalz für Kultur)
seit 1993 alle zwei Jahre als Förderpreis, dotiert mit 2500 €

## Organe
- BSW: 2
- Grüne: 3
- SPD: 6
- Tierschutz: 1
- FWG: 3
- FDP: 1
- CDU: 8
- AfD: 5

### Bezirkstag und Bezirkstagsvorsitzender
Organe des Bezirksverbands Pfalz sind der Bezirkstag Pfalz und der Bezirkstagsvorsitzende.
Die wichtigen politischen Entscheidungen der kommunalen Gebietskörperschaft trifft der Bezirkstag. Dieses Regionalparlament wird von den Pfälzern alle fünf Jahre bei der Kommunalwahl direkt gewählt. Die 29 ehrenamtlichen Mitglieder des Bezirkstags wählen aus ihrer Mitte einen Bezirkstagsvorsitzenden und zwei Stellvertreter. Die politische Arbeit wird von Fachausschüssen vorbereitet und zum Teil auch beschlossen.

### Mitglieder des Bezirkstags
Die Sitzverteilung im Bezirkstag:
| Wahl | SPD | CDU | GRÜNE | AfD | FDP | FWG | LINKE | BSW | Tiersch. | REP | Gesamt   |
| ---- | --- | --- | ----- | --- | --- | --- | ----- | --- | -------- | --- | -------- |
| 2024 | 6   | 8   | 3     | 5   | 1   | 3   | 0     | 2   | 1        | –   | 29 Sitze |
| 2019 | 7   | 8   | 5     | 3   | 2   | 3   | 1     | –   | –        | –   | 29 Sitze |
| 2014 | 9   | 11  | 3     | 2   | 1   | 2   | 1     | –   | –        | –   | 29 Sitze |
| 2009 | 9   | 11  | 2     | –   | 3   | 2   | 1     | –   | –        | 1   | 29 Sitze |
| 2004 | 8   | 12  | 2     | –   | 2   | 3   | –     | –   | –        | 2   | 29 Sitze |
| 1999 | 13  | 16  | –     | –   | –   | –   | –     | –   | –        | –   | 29 Sitze |

In der Wahlperiode 2019–2024 bilden CDU, SPD und Grüne eine Koalition im Bezirkstag.

### Liste der Bezirkstagsvorsitzenden
(nach dem Zweiten Weltkrieg)
| 2024 bis heute | Hans-Ulrich Ihlenfeld, CDU |
| 2004 bis 2024  | Theo Wieder, CDU           |
| 1999 bis 2004  | Joachim Stöckle, CDU       |
| 1997 bis 1999  | Winfried Hirschberger, SPD |
| 1979 bis 1996  | Werner Ludwig, SPD         |
| 1974 bis 1979  | Wolfgang Brix, CDU         |
| 1964 bis 1974  | Werner Ludwig, SPD         |
| 1962 bis 1964  | Friedrich Graß, CDU        |
| 1950 bis 1962  | Franz Bögler, SPD          |